# 트루스카베츠

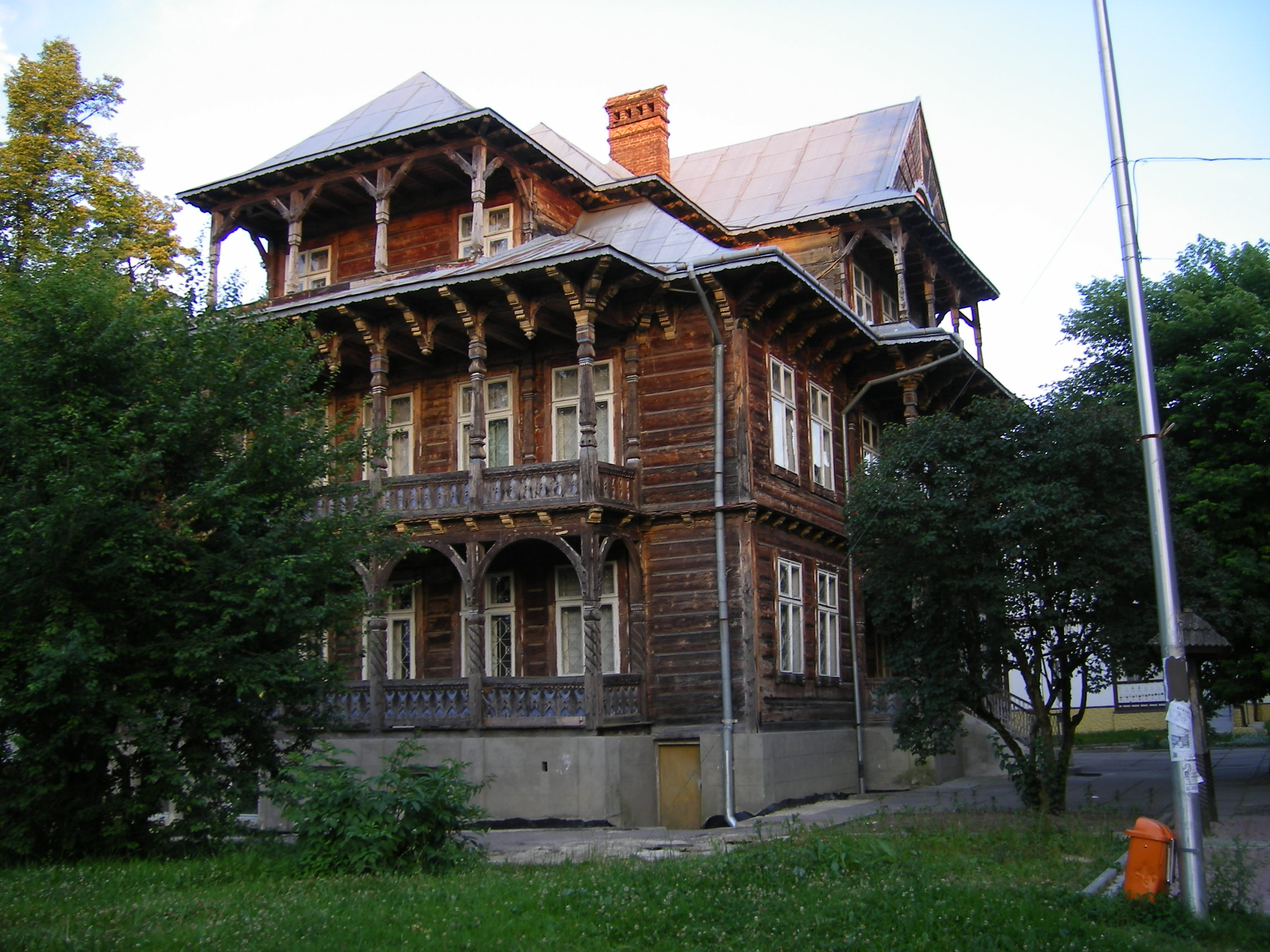
트루스카베츠

트루스카베츠(우크라이나어: Трускавець, 폴란드어: Truskawiec 트루스카비에츠[*])는 우크라이나 서부 리비우주의 도시로 면적은 8km2, 인구는 29,516명(2011년 기준)이다. 폴란드 국경과 가까운 편이다.

시 문장